# Miltogramma alashanica
Miltogramma alashanica är en tvåvingeart som först beskrevs av Boris Borisovitsch Rohdendorf 1930.  Miltogramma alashanica ingår i släktet Miltogramma och familjen köttflugor. Inga underarter finns listade i Catalogue of Life.